# 阿尼瓦
阿尼瓦（俄语：Ани́ва）是俄罗斯萨哈林州的一座城市。位于阿尼瓦湾北岸。在日本统治时期名为留多加。1945年后转入苏联统治。有人口9,405人（2019年）；8,905人（1989年）。

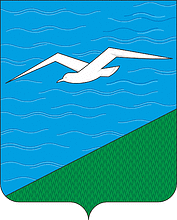
阿尼瓦市市章

它成立於1886年，最初是「留多嘎」（Лютога）村。阿伊努語為“通往海邊的道路”。日俄戰爭後，1905年俄羅斯和日本簽訂樸茨茅斯條約，該地割讓給日本，並改名為「留多加」。 1945年，蘇聯軍隊攻下南薩哈林島，併吞為蘇聯的一部分。1946年，升格為城市，並被改名為「阿尼瓦」。